# This Land Is Your Land
| Оценки критиков | Оценки критиков |
| Источник        | Оценка          |
| --------------- | --------------- |
| AllMusic        | Без оценки      |

«This Land Is Your Land» (рус. «Эта земля - твоя земля») — песня американского певца и музыканта Вуди Гатри.
Она является ироничным ответом на «God Bless America» Ирвинга Берлина, которую Гатри считал оторванной от реальности. Гатри написал её в 1940 году на мелодию песни группы Carter Family «When the World’s on Fire».
В словах песни отразился тот факт, что Гатри любил бродить пешком, да и вообще путешествовать по стране.
В ней Гатри рисует панораму Соединённых Штатов от Калифорнии до Лонг-Айленда как большой страны, которая теперь живёт не по тем высоким принципам, на которых была основана. При этом сама песня очень простая — в ней всего три аккорда и довольно ребяческие стихи.
Певец записал её в 1944 году, но запись увидела свет намного позже, в 1951 году, когда песня уже стала известной и пелась на политических митингах, став почти что неофициальным гимном США.
Песня «This Land Is Your Land», в частности, вошла (в оригинальном исполнении Вуди Гатри) в составленный журналом «Тайм» в 2011 году список All-TIME 100 Songs (список 100 лучших песен с момента основания журнала «Тайм»).